# Tommaso Pobega
Tommaso Pobega (* 15. Juli 1999 in Triest) ist ein italienischer Fußballspieler. Der Mittelfeldspieler steht in Diensten der AC Mailand und ist aktuell an den FC Bologna ausgeliehen. Er absolvierte zwischen Juni und September 2022 drei Länderspiele für die italienische Fußballnationalmannschaft.

## Karriere

### Verein
Jugend und Wechsel nach Mailand
Die Fußballkarriere von Pobega begann in seiner Geburtsstadt in der Jugendabteilung des US Triestina. Im Juni 2013 folgte dann der Wechsel in die Jugendabteilung der AC Mailand, bei welcher er bis 2018 in den verschiedenen Jugendteams zum Einsatz kam.
Leihstationen in Terni, Pordenone, La Spezia und Turin
Im August 2018 wechselte Pobega für den Rest der Spielzeit 2018/19 per Leihe zu Ternana Calcio, welche gerade in die drittklassige Serie C abgestiegen waren. Bei seinem neuen Verein war Pobega von Anfang an ein wichtiger Bestandteil der 1. Mannschaft und absolvierte im Laufe der Saison 32 Ligaspiele und erzielte dabei zwei Tore. Die Saison beendete Ternana Calcio auf dem 11. Tabellenplatz und verpasste damit nur knapp die Teilnahme an den Play-offs.
Zur Spielzeit 2019/20 folgte die Leihe zu Pordenone Calcio, welche gerade in die Serie B aufgestiegen waren. Auch in der zweiten Liga war Pobega ein wichtiger Teil der ersten Mannschaft und stand dort regelmäßig in der Startelf. Pordenone Calcio und Pobega beendeten die Saison auf dem 4. Tabellenplatz, scheiterten allerdings im Halbfinale der Play-offs an Frosinone Calcio.
Im September 2020 folgte die nächste Leihe, dieses Mal zu Aufsteiger Spezia Calcio in die Serie A. Auch hier kam Pobega regelmäßig zum Einsatz und absolvierte im Laufe der Spielzeit 20 Ligaspiele und erzielte dabei 6 Tore. Spezia beendete die Saison auf dem 15. Tabellenplatz und feierte den Klassenerhalt in der Serie A.
Nachdem Pobega am ersten Spieltag der Saison 2021/22 noch bei den Mailändern auf der Ersatzbank saß, wurde er kurz darauf für den Rest der Spielzeit an den FC Turin ausgeliehen. Wie bei seinen vorherigen Leihstationen konnte sich Pobega auch in Turin recht schnell in der Startelf etablieren und absolvierte in der Spielzeit 33 Ligaspiele für Torino und erzielte dabei 4 Tore.
Rückkehr nach Mailand und Leihe zum FC Bologna
Zur Spielzeit 2022/23 kehrte Pobega nach den vier Leihen zu seinem Jugendverein und amtierenden italienischen Meister AC Mailand zurück. Direkt am 1. Spieltag der Serie A im August 2022 gab Pobega sein Debüt für die Rossoneri als er in der Partie gegen Udinese Calcio in der 84. Spielminute für Rade Krunić eingewechselt wurde. Sein erstes Tor für die Mailänder erzielte er am 14. September 2022 in der UEFA Champions League beim 3:1-Heimsieg gegen Dinamo Zagreb. In den folgenden zwei Jahren war Pobega ein Rotationsspieler für die Mailänder und absolvierte insgesamt 43 Pflichtspiele, stand dabei jedoch nur 15 Mal in der Startelf.
Mitte August 2024 verließ er Mailand erneut und wechselte per Leihe mit Kaufoption zum FC Bologna. Für Bologna absolvierte Pobega in diesem Jahr 30 Pflichtspiele und konnte im Finale gegen seinen eigentlichen Stammverein AC Mailand den italienischen Pokal gewinnen. Ende Juli 2025 wurde die Leihe um eine weitere Saison verlängert. Die zweite Leihe beinhaltet eine Kaufpflicht, die bei Erfüllung bestimmter Kriterien greift.

### Nationalmannschaft
Im August 2018 bestritt Pobega mit der U20-Auswahl von Italien beim Freundschaftsspiel gegen San Marino sein erstes Länderspiel für eine Jugendauswahl von Italien, für die U20-Weltmeisterschaft im folgenden Jahr wurde er allerdings nicht berücksichtigt. Nach zwei weiteren Länderspielen für die U20-Auswahl im September 2019, wurde Pobega im Oktober 2020 erstmals in den Kader der U21-Auswahl von Italien einberufen. Mit der U21-Auswahl nahm Pobega an der U21-Europameisterschaft 2021 teil, bei welcher Italien im Viertelfinale gegen den späteren Finalisten Portugal ausschied.
Im Juni 2022 absolvierte Pobega in der UEFA Nations League sein Debüt für die italienische Nationalmannschaft als er in der Partie gegen Deutschland in der 80. Spielminute für Sandro Tonali eingewechselt wurde. Es folgten im September 2022 noch zwei weitere Länderspiele, seitdem wurde Pobega aber nicht mehr berücksichtigt.

## Erfolge
- Italienischer Pokalsieger: 2024/25 (FC Bologna)